# Xavier Lacavalerie
 (août 2021).
Si vous disposez d'ouvrages ou d'articles de référence ou si vous connaissez des sites web de qualité traitant du thème abordé ici, merci de compléter l'article en donnant les références utiles à sa vérifiabilité et en les liant à la section « Notes et références ».
Xavier Lacavalerie, né le 28 janvier 1953 à Saint-Mandé, est un écrivain et journaliste français, spécialisé dans le domaine des sciences humaines et de la musique classique. Il est l’auteur d’une dizaine d’ouvrages, essentiellement consacrés à de grands compositeurs, à des artistes ou à des mouvements artistiques.

## Biographie
Xavier Lacavalerie naît le 28 janvier 1953 à l’hôpital militaire Bégin de Saint-Mandé, de Jean Lacavalerie, militaire de carrière et d’André Bernadette Sadoit, son épouse. Son enfance est partagée entre Paris (et la région parisienne) et la ville d’Alger, jusqu’au début de l’année 1961. À partir d’avril 1964, il vit à Lorgues (Var) où son père a acheté une propriété pour passer sa retraite. Il fait ses études aux lycées de Lorgues, puis de Draguignan, avant d’intégrer l’hypokhâgne puis la khâgne du Lycée Masséna de Nice.
Il présente ensuite le concours d’admission à l’École Normale Supérieure de Saint-Cloud en candidat libre, qu'il réussit.
Diplômé en philosophie et en littérature, il quitte l’ENS par la petite porte, refusant de passer les concours pour devenir enseignant. Il décide de se consacrer au journalisme. En septembre 1979, après des collaborations diverses à Témoignage chrétien, au Monde de la musique, à la revue Harmonie, il rejoint l’équipe de l’hebdomadaire culturel Télérama,,,, alors en pleine ascension. Il y reste jusqu’en août 2011. Successivement rédacteur, puis chef de rubrique, puis grand reporter, il écrit sur la musique et sur les sciences humaines, son domaine de prédilection et sur la musique classique. Il collabore également régulièrement au mensuel Classica, revue où il tient une chronique régulière sur les petites maisons de disques puis sur les grandes salles de concerts et d'opéras du monde entier. Il quitte Classica en 2018, en raison de divergences avec la nouvelle direction pour des questions d'éthique professionnelle.
Parallèlement à ses activités de journaliste, il est enseignant, chargé de cours à l'Université Sorbonne-Paris-Nord de 1984 à 1998 et, à partir de 2001, il se consacre à l'écriture régulière d’ouvrages consacrés à la musique classique.

## Publications
En 2002, Desclée de Brouwer, lui commande un ouvrage conjointement écrit avec Marcel Pérès sur les vingt ans de l’Ensemble Organum. L’occasion de faire le bilan du travail accompli par cette formation sur le chant chrétien des origines, le « Vieux Romain », les chants « ambrosien » et « bénéventin », ainsi que sur le répertoire de la musique religieuse et savante occidentale jusqu’au XVIIIe siècle.
En 2003, chez Dervy-Livre/Albin Michel, il publie Écrire La Musique. Quelques mois plus tard, il entame une collaboration régulière avec la maison d’édition Actes Sud pour sa collection Classica dirigée par Bertrand Dermoncourt, consacrée à des biographies concises de compositeurs. 
Xavier Lacavalerie publie en 2006 un ouvrage sur Richard Wagner, racontant le trajet du compositeur, qui passe de l'opéra de son temps au spectacle total et «l’œuvre d'art de l'avenir », développant le recours systématique au motif conducteur (leitmotivs) et à la mélodie continue. Sans minimiser son antisémitisme (stratégique ou viscéral ?) et son nationalisme exacerbé, il tente d’arracher le compositeur à la folie ultérieur et aux délires du National Socialisme.  
Dans le même esprit, Xavier Lacavalerie s’intéresse au cas personnel du compositeur Manuel de Falla, qui commence à puiser son inspiration dans la richesse de la culture et du folklore espagnol pour concevoir à la fin de sa vie une musique sans référence sans géographie, en dehors de toute préoccupation politique idéologique ou religieuse, bien qu'il fût un amoureux sincère de l’Espagne (contraint à l’exil en Argentine pour cause de Franquisme et de guerre civile) et un catholique fervent. 
Il travaille ensuite sur deux compositeurs aux destins étroitement liés : Modeste Moussorgski, le génie suicidaire et alcoolique qui laissa tant de chefs-d’œuvre en grande partie incomplets ou inachevés ; et Nikolaï Rimski-Korsakov, prolixe auteur de mélodies et d'opéras qui mit aussi son talent au service de la musique de son ami Moussorgski, en réorchestrant ou en terminant ses partitions restées inachevées.
En 2018, Xavier Lacavalerie écrit un essai, refusé pour l'instant par les éditeurs, intitulé Pour en finir avec leur musique baroque, dans lequel il dénonce toutes les aberrations esthétiques de ce qui se présentait comme une révolution dans l'interprétation musicale (par rapport à la tradition romantique), mais qui n'a généré que des stéréotypes ou des fantaisies, notamment dans le domaine du chant (par exemple, le remplacement des voix de castrats par les hautes-contre, ce qui est une aberration esthétique et musicologique).  
Xavier Lacavalerie travaille également sur une biographie très subjective de Kathleen Ferrier, contre-alto météore, fauchée prématurément à l'age de 42 ans (ouvrage à paraître).

## Œuvre

### Ouvrages
- Le chant de la mémoire (en collaboration avec Marcel Pérès), Desclée de Brouwer, mai 2002 (OCLC 967680416)
- Écrire la musique, Dervy Livres, 2003, illustrations de Claude Melin, ouvrage épuisé (OCLC 833432984)
- Il Rinascimento dell’Arte nobile del Cantare (ouvrage collectif), Fondazione Centro Studi Rinascimento Musicale, 2005
- Richard Wagner, Actes Sud, mai 2006 (OCLC 654698335)
- Manuel de Falla, Actes Sud, mai 2009 (OCLC 470565834)
- Dictionnaire encyclopédique Wagner, Arles, Actes Sud, 2010, 2 494 (ISBN 2742778438, OCLC 652390923) (collectif, sous la direction de Timothée Picard)
- La visite de Wagner à Rossini par Edmond Michotte. Présentations et notes. Actes Sud, avril 2011 (OCLC 758517613)
- Moussorgski, Actes Sud, septembre 2011 (OCLC 838921334)[5]
- Dictionnaire de l’Opéra (collectif, sous la direction de Bertrand Dermoncourt), Robert Laffont, coll. « Bouquins », 2012
- Rimski-Korsakov, Actes Sud, septembre 2013 (OCLC 867155727)

### Traduction
- Quest’arte non patisce mediocrità, Cet art ne souffre pas médiocrité, principes pour une connaissance renouvelée du chant. Traduction de l’italien, présentation et notes. Fondazione Centro Studi Rinascimento Musicale, 2000 (OCLC 499911972)

### Divers
- Georges Thill ou la voix du bon dieu. Court-métrage diffusé en 1982 sur FR3, à propos du ténor français Georges Thill.